# Японская оккупационная рупия Нидерландской Индии
Японская оккупационная рупия Нидерландской Индии (рупия правительства Японской империи) (индон. Roepiah) — один из видов денег, выпускавшихся в 1944—1945 годах Японской империей для использования на оккупированных в годы Второй мировой войны территориях Нидерландской Индии и Португальского Тимора.
После падения Сингапура в феврале 1942 года японцы атаковали Нидерландскую Индию и заняли её к 9 марта 1942 года. В феврале того же года был оккупирован и Португальский Тимор. Для использования на оккупированных территориях первоначально были выпущены купюры с номиналами в центах и гульденах с надписями на голландском языке. В 1944 году, учитывая антиголландские настроения населения, начат выпуск банкнот в рупиях. Сначала были выпущены купюры номиналом в 100 и 1000 рупий с надписью на индонезийском «Pemerintah Dai Nippon» («Правительство великой Японии»); в том же году была выпущена дополнительная серия купюр номиналом в ½, 1, 5, 10 и 100 рупий с транслитерацией японских слов «Dai Nippon Teikoku Seifu» («Правительство Японской империи»). Двузначная серия этих купюр начиналась с буквы «S» (Shonan — яркий, прекрасный юг).
В 1943—1944 годах монетный двор в Осаке изготовил для Нидерландской Индии монеты в 1, 5 и 10 сен. Монеты не были доставлены на острова и не были выпущены в обращение.
В 1945 году, после восстановления португальской администрации, в Португальском Тиморе возобновлён выпуск тиморской патаки. В Нидерландской Индии оккупационные гульдены и рупии были изъяты из обращении и обменены на гульден Нидерландской Индии в 1946 году в соотношении 100:3.

## Банкноты
| Изображение | Номинал   | Год выпуска | Описание                            |
| ----------- | --------- | ----------- | ----------------------------------- |
|             | 1⁄2 рупии | 1944        | Изящный дракон                      |
|             | 1 рупия   | 1944        | Выращивание риса; баньяновое дерево |
|             | 5 рупий   | 1944        | Дом батаков; женщина-батачка        |
|             | 10 рупий  | 1944        | Яванский танцор; Будда, Боробудур   |
|             | 100 рупий | 1944        | Вишну на Гаруде, Ваянг              |